# Affaire Éric Peugeot
L'affaire Éric Peugeot est une affaire criminelle liée au rapt d'un enfant de 4 ans et demi, fils de Roland Peugeot et petit-fils de Jean-Pierre III Peugeot, président des usines Peugeot, un des principaux constructeurs automobiles français et européens.

## Enquête
Pour un article plus général, voir Famille Peugeot.

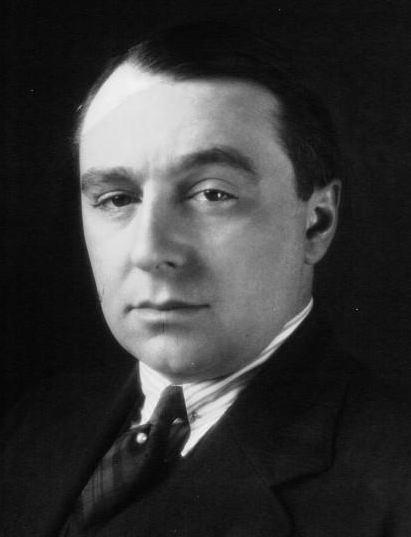
Jean-Pierre Peugeot, grand-père du petit Éric.

Le 12 avril 1960, Éric, fils de Roland Peugeot, un enfant âgé de quatre ans et demi, est enlevé au golf de Saint-Cloud alors qu'il est censé être (avec son frère Jean-Philippe, âgé de sept ans) sous la surveillance de sa nourrice. À 17 h 10, seul son frère est encore là, la nourrice s'étant éloignée pour rester auprès du chauffeur. Jean-Philippe évoque un homme qui s’est approché d’eux.
Les ravisseurs, Pierre-Marie Larcher et Raymond Rolland vont ensuite garder l'enfant dans une maison du village d'Épiais-Rhus à environ 40 km au nord-est de Paris.
Le 14 avril, Roland Peugeot livre lui-même une rançon de 50 millions de francs en billets usagés (et dont les numéros avaient été relevés à son insu par le grand-père) aux malfaiteurs lors d'un rendez-vous au passage Doisy, entraînant la libération de l'enfant le jour même grâce à la complicité d'une jeune femme abandonnant l'enfant au coin de la rue Lauriston et de l'avenue Raymond-Poincaré à Paris.
Après des mois de vaines recherches consécutives à la publication de tous les numéros des billets de la rançon dans une édition de France-Soir et de nombreuses lettres lançant sur de mauvaises pistes, les ravisseurs sont subitement identifiés à la suite d'un signalement des services d'Interpol concernant un changement de train de vie inexpliqué, notamment par la dépense de grosses sommes dans un casino de Megève. Les investigations permettent de retrouver une petite partie de la rançon (57 450 NF) dans un garage situé au 27, rue Leconte-de-Lisle, à Paris.
Larcher et Rolland sont arrêtés le 5 mars 1961, ainsi que leur complice supposée, âgée de 19 ans, la mannequin danoise Lise Bodin, l'amie de Raymond Rolland et Rolande Niemezick, l'amie de Pierre Larcher. Un étudiant en médecine, Jean-Simon Bothman, ami des ravisseurs, est également arrêté. Le magistrat chargé de l'instruction est le juge Renard. Les deux hommes avouent durant leur interrogatoire s'être inspirés du roman Rapt (The Snatchers) de Lionel White et publié en 1953. En effet, la lettre de demande de rançon reprend, presque mot pour mot, quelques lignes de la traduction française du roman publié en 1955 dans la collection Série noire sous le no 271,. Le romancier s'était lui-même inspiré de l'affaire du bébé Lindbergh pour écrire son récit. Ce fait divers et ce roman ont, à leur tour, inspiré Bertrand Schefer pour écrire son livre Série noire, paru aux éditions P.O.L en 2018.

## Jugement et condamnations
Les kidnappeurs sont condamnés, le 31 octobre 1962, à vingt ans de réclusion criminelle ; Raymond Rolland est libéré au bout de douze ans et Pierre Larcher après quatorze. Le premier devient professeur de droit et le second part travailler dans l'édition.

## Retombées médiatiques et politiques
Cette affaire d'enlèvement d'enfant a bénéficié de l'attention de nombreux français en raison de sa portée médiatique. 
Tout d'abord, cette famille, victime des gangsters, est très connue, ensuite le père Roland Peugeot n'a pas hésité à s'exprimer à la radio, fait sans précédent en France pour ce genre d'affaire et le journal France-Soir a publié en première page une grande photo des parents et des enfants Peugeot après la libération du petit Éric. Enfin, l'enquête sera suivie de près par toute la presse durant toute la durée des investigations et le procès, qui se déroulera devant la cour d'assises de Versailles en octobre 1961, sera également très médiatisé.
Le commissaire Denis qui a arrêté les kidnappeurs et  dont le frère est professeur d'histoire naturelle dans le collège de Livarot où l'auteur est pensionnaire, apparaît dans le roman autobiographique Les Taiseux de Jean-Louis Ezine (éditions Gallimard, 2009, p. 72.)

### Émissions radio
- Reportage L'enlèvement d'Eric Peugeot : histoire d’une série noire du 22 juillet 2021 sur France Inter.
- Émission L'Heure du crime, présenté par Jean-Alphonse Richard, Sire rtl.fr, podcast L'enquête - Éric Peugeot : l'enlèvement brutal d'un enfant du 3 octobre 2024.

### Télévision
- 13 h 15, le dimanche présenté par Laurent Delahousse, émission du 6 octobre 2024 Le rapt du petit Peugeot.